# Havířov
Havířov város Csehországban, a Karvinái járásban. 80 000 fő feletti népességével a Morva-sziléziai kerület második legnagyobb városa (Ostrava után). Havířov Csehország legfiatalabb városa.

## Fekvése
A lengyel határ közelében, a Susanka és a Lucina összefolyásánál található. Ostravától 11 km-re délkeletre fekszik.

## Története
A települést a második világháború után alapították, mint szénbányászati várost. Hivatalosan 1955-ben kapta meg a városi rangot.

## Testvérvárosai
- Collegno, Olaszország
- Harlow, Anglia
- Jastrzębie Zdrój, Lengyelország
- Mažeikiai, Litvánia
- Omiš, Horvátország
- Paide, Észtország

## Népesség
A település népessége az elmúlt években az alábbi módon változott:
| Lakosok száma | 5173 | 7223 | 11 765 | 50 629 | 89 920 | 83 713 | 74 101 | 71 903 | 68 153 | 69 694 |
|               | 1869 | 1900 | 1921   | 1961   | 1980   | 2009   | 2016   | 2019   | 2021   | 2024   |

## Fordítás
- Ez a szócikk részben vagy egészben  a   Havířov című angol Wikipédia-szócikk fordításán alapul.  Az eredeti cikk szerkesztőit annak laptörténete sorolja fel. Ez a jelzés csupán a megfogalmazás eredetét és a szerzői jogokat jelzi, nem szolgál a cikkben szereplő információk forrásmegjelöléseként.
- Ez a szócikk részben vagy egészben  a   Havířov című cseh Wikipédia-szócikk fordításán alapul.  Az eredeti cikk szerkesztőit annak laptörténete sorolja fel. Ez a jelzés csupán a megfogalmazás eredetét és a szerzői jogokat jelzi, nem szolgál a cikkben szereplő információk forrásmegjelöléseként.